# Hrabske
Hrabske (ukrainisch Грабське; russisch Грабское/Grabskoje) ist eine Siedlung in der Oblast Donezk im Osten der Ukraine mit etwa 500 Einwohnern.
Die Siedlung ist am Rande des Donezbecken südlich der Stadt Ilowajsk, etwa 28 Kilometer nordwestlich der Rajonshauptstadt Amwrossijiwka sowie 22 Kilometer südöstlich vom Oblastzentrum Donezk gelegen. Er gehört verwaltungstechnisch zur Landratsgemeinde Mnohopillja (Многопілля), zu dieser zählen neben dem namensgebenden Hauptort auch noch die Dörfer Ahronomitschne (Агрономічне), Hryhoriwka (Григорівка), Poltawske (Полтавське) und Tscherwonosilske (Червоносільське) sowie die Siedlungen Kobsari (Кобзарі), Prydoroschnje (Придорожнє) und Wolodarskoho (Володарського).
Seit Sommer 2014 ist die Siedlung als Folge des Krieges in der Ukraine in der Hand von prorussischen Separatisten der Volksrepublik Donezk.